# Rudolf Parnigoni
Rudolf Parnigoni (* 26. Februar 1948 in Gmünd, Niederösterreich) ist ein ehemaliger österreichischer Politiker der sozialdemokratischen Partei (SPÖ). Er war vom 19. Mai 1983 bis zum 27. Oktober 2008 Abgeordneter zum Österreichischen Nationalrat.

## Leben
Rudolf Parnigoni erlernte nach Abschluss der Pflichtschule den Beruf Kaufmann. Im zweiten Bildungsweg absolvierte er die Sozialakademie der Kammer für Arbeiter und Angestellte in Wien. 1968 trat er als Sachbearbeiter für Jugendschutz in die Arbeiterkammer für Niederösterreich ein. Von 1975 bis 1991 war er Bezirkssekretär des Österreichischen Gewerkschaftsbundes. Er war Mitglied des Stadtgemeinderates der Stadt Gmünd, wo er auch von 1980 bis 1984 Vizebürgermeister war. Seit 1991 war er Abteilungsleiter der Kammer für Arbeiter und Angestellte für Niederösterreich, Bezirksparteivorsitzender der SPÖ Gmünd, Stellvertretender Landesparteivorsitzender der SPÖ Niederösterreich und Mitglied des Bundesparteivorstandes der SPÖ.
Parnigoni ist verheiratet und hat zwei Kinder.

## Politische Funktionen im Nationalrat
Rudolf Parnigoni war in der XXIII. Legislaturperiode in folgenden Ausschüssen tätig:
- Obmann im Ausschuss für innere Angelegenheiten seit 29. November 2006
- Obmannstellvertreter im Ständigen Unterausschuss des Landesverteidigungsausschusses seit 29. November 2006
- Obmannstellvertreter im Ständigen Unterausschuss des Ausschusses für innere Angelegenheiten seit 20. März 2007
- Mitglied im Ausschuss für innere Angelegenheiten seit 29. November 2006
- Mitglied im Außenpolitischen Ausschuss seit 29. November 2006
- Mitglied im Landesverteidigungsausschuss seit 29. November 2006
- Mitglied im Ständigen Unterausschuss des Ausschusses für innere Angelegenheiten seit 29. November 2006
- Mitglied im Ständigen Unterausschuss des Landesverteidigungsausschusses seit 29. November 2006

Weiters war er seit 29. November 2006 Ersatzmitglied in folgenden Ausschüssen: Ausschuss für Land- und Forstwirtschaft, Ausschuss für Wirtschaft und Industrie, Geschäftsordnungsausschuss, Justizausschuss, Tourismusausschuss, Verfassungsausschuss und Verkehrsausschuss.

## Auszeichnungen
- Großes Silbernes Ehrenzeichen für Verdienste um die Republik Österreich
- Großes Goldenes Ehrenzeichen für Verdienste um die Republik Österreich[1] (1999)
- Großes Silbernes Ehrenzeichen mit dem Stern für Verdienste um die Republik Österreich (2008)[2]
- Big Brother Award (2008)[3]